# Neves Atlético Clube
O Neves Atlético Clube, originalmente Athletico Club, foi uma agremiação esportiva da cidade do bairro de Neves, em São Gonçalo, no estado do Rio de Janeiro, fundada em 1918. Suas cores eram o preto, vermelho e branco.

## História
O Neves chegou a disputar a Liga Sportiva Fluminense, que permitia apenas clubes de Niterói, e em alguns anos disputou amistosos contra clubes como o Vasco da Gama. Em seus melhores momentos chegou a rivalizar com o Metalúrgico, equipe do mesmo bairro. Foi tricampeão municipal.
O clube jogava no campo de uma fábrica, porém em 1937 a fábrica pediu o terreno de volta, e o clube ficou sem estádio.

## Títulos
- Campeonato Citadino de São Gonçalo: 3 (1934, 1935 e 1936)